# Panellets
Panellets (katalanska: 'små bröd') är en traditionell typ av bakelse spridd i Katalanska länderna. De bakas på en deg med socker, äggula och mandel (ibland även med potatis eller sötpotatis). Detta kan kompletteras med pinjenötter, kakao med mera.
Bakverkets ursprung är oklart. Det kan dock gå tillbaka på antika begravningsseder, då man förde med sig små bröd som gåvor till kyrkan eller till de dödas gravar. Panellets har lång hållbarhetstid och sådana en viss koppling till begrepp som evighet och högtidlighållande av minnet av de döda.
I Katalonien serveras panellets vanligen under Allhelgonahelgen, ofta tillsammans med kastanjer och sötpotatis. Dessutom förekommer på Ibiza, i Valenciaregionen och vissa andra delar av östra Spanien.
Panellets är inom EU registrerad som en traditionell specialitet.